# 平龍生
平 龍生（たいら りゅうせい、1935年4月5日 - ）は、日本の小説家。
兵庫県神戸市生まれ。本名・忠夫。早稲田大学第二文学部日本文学科卒。広告業界で働いたのち、1972年「真夜中の少年」でオール読物新人賞受賞（平忠夫名義）、1983年「脱獄情死行」で横溝正史賞受賞。以後、平龍生の名で小説を発表する。サスペンス、官能小説、ホラー、バイオレンスなどを主に手がける。

## 著書
- CM作家集団 ブラウン管からこんにちは! 平忠夫 日本経済新聞社 1970
- 3.5次元 あの世のてまえのお話 平忠夫 平安書店 1974

平龍生名義
- 脱獄情死行 カドカワノベルズ 1983.5
- 放火 ファイヤーゲーム カドカワノベルズ 1983.9
- 脱獄鬼哭行 カドカワノベルズ 1984.1
- 真紅の薔薇に血の匂いを 有楽出版 1984.3 「CFモデル殺人事件」ケイブンシャ文庫
- 乗っ取り 有楽出版社 1984.11 「企業処刑」ケイブンシャ文庫
- 異教暗殺団 トクマ・ノベルズ 1985.11
- 死々奮迅 カドカワノベルズ 1985.3
- 脱獄海峡 サンケイノベルス 1986.7 のち広済堂文庫
- 三人姉妹 フランス書院文庫 1986.12
- 媚肉嬲り ピラミッド文庫 1987.9
- 震える花芯 大陸書房 1987.11 (Juicy novel)
- 黄金の霊豹伝説 勁文社ノベルス 1987.7 のち文庫
- 死霊獣妖伝 大陸ノベルス 1988.2
- 殺人CM告知 青樹社 1988.3 (Big books) 「殺人CM予告」広済堂文庫
- 死霊執行人 勁文社ノベルス 1988.7
- 死の花束殺人 広済堂文庫 1988.9
- 絵馬婚伝説 大陸書房 1989.7
- 闇猫 Sniper 官能バイオレンス 広済堂文庫 1989.8
- 北斗殺星伝 青樹社 1989.8 (Big books)
- 山狼 青樹社 1989.3 (Big books)
- 人形婚伝説の殺人 祥伝社 1989.10（ノン・ポシェット）
- 蜜の祝祭 有楽出版社 1989.12
- 翔んでも犯偵団 広済堂出版 1989.3 (blue books)
- 媚香殺人事件 双葉ノベルス 1990.10
- 脱獄物語 広済堂出版 1990.2 (blue books)
- 黒部人柱伝説 青樹社 1990.10 (Big books)
- 鮫のように死ね 双葉ノベルス 1991.6
- 奥比叡樹霊殺人伝説 青樹社 1991.11 (Big books)
- 脱獄刑事 広済堂出版 1991.2 (blue books)
- 幻・月山殺人伝説 青樹社 1993.3 (Big books)
- 超葬儀 「私流」34人の死への旅立ち  太田出版 1995.12（共作協力者一名）
- さよなら三角また来て四角　桜出版　201１、8
- 蛍樹の空　風詠社　201３、7
- 敗戦国始末日記　風野　楓著（平龍生別ペンネーム作品）　201５、5
- ※IT構成「平龍生ワールド」に代表長編。単編小説無料公開中。